# 8-я парашютная дивизия (вермахт)
8-я парашютная дивизия (нем. 8. Fallschirmjäger-Division) — создана в январе 1945 года.

## Боевой путь дивизии
В начале 1945 года — бои на территории Нидерландов. В апреле 1945 — остатки дивизии взяты в американский плен в Рурском котле.

## Состав дивизии
- 22-й парашютный полк
- 24-й парашютный полк
- 32-й парашютный полк
  - сапёрный батальон
  - батальон связи
  - запасный батальон

## Командир дивизии
- генерал-майор Вальтер Ваден